# Musculus limbalis

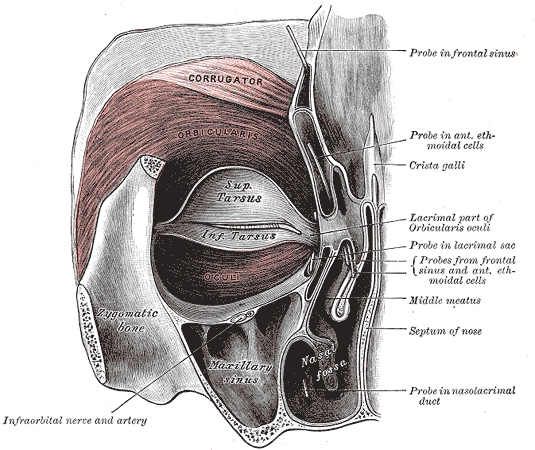
A szem környéki felépítése (a képen nem látszik a musculus limbalis és pontos kép nem áll rendelkezésre)

A musculus limbalis egy külön névvel rendelkező izomrészlet. A szem körüli izomnak (musculus orbicularis oculi) azon részlete, mely a tarsus és a kötőhártya (conjuctiva) között helyezkedik el.

## Beidegzés
A ramus zygomaticofacialis nervi zygomatici idegzi be.